# Missa longa (Mozart)
La Missa longa en do mayor, K. 262/246a, es una misa compuesta por Wolfgang Amadeus Mozart en el mes de mayo de 1776. La obra está considerada una missa solemnis (o missa longa) debido a su longitud y al uso de trompetas, entre otras características; sin embargo, la ausencia de pasajes extensos de escritura solística han ocasionado que esta composición haya sido clasificada también como missa brevis.
La ocasión para la que fue producida esta misa es hoy materia de debate. Pudo haber sido compuesta por mandato del príncipe-arzobispo Hieronymus von Colloredo para una acontecimiento especial en la Catedral de Salzburgo, o bien por encargo de otro sacerdote —la preferencia de Colloredo por las composiciones de breve formato hace improbable que hubiese aprobado la Missa longa—. Otra opción es que la obra fuese compuesta para su interpretación en la iglesia Abadía de San Pedro de Salzburgo.

## Estructura
La obra consta de seis movimientos, que siguen el tradicional orden de la misa:
1. Kyrie (Allegro moderato, do mayor, 4/4)
2. Gloria (Allegro con spiritu, do mayor, 4/4)
—Qui tollis peccata mundi... (Andante, sol menor, 3/4)
—Quoniam tu solus Sanctus... (Allegro con spiritu, do mayor, 4/4)
3. Credo (Allegro, do mayor, 3/4)
—Et incarnatus est... (Adagio, do mayor, 4/4)
—Et resurrexit... (Allegro molto, do mayor, 4/4)
—Et in Spiritum Sanctum Dominum... (Allegro, sol mayor, 3/4)
—Et unam sanctam... (Allegro, do mayor, 3/4)
—Et vitam venturi saeculi... (Allegro, do mayor, 2/2)
4. Sanctus (Andantino, do mayor, 3/4)
5. Benedictus (Andantino, fa mayor, 3/4)
6. Agnus Dei (Andante, do mayor, 4/4)
—Dona nobis pacem... (Allegro, do mayor, 4/4)

## Instrumentación
Es una missa brevis compuesta para cuarteto de solistas vocales (soprano, contralto, tenor y bajo), coro mixto a cuatro voces y una orquesta integrada por violines I y II, dos oboes, dos clarines (trompetas agudas), tres trombones colla parte, timbales y bajo continuo.